# Limnonectes asperatus
Espèce
Synonymes
- Rana asperata Inger, Boeadi & Taufik, 1996

Statut de conservation UICN

 LC  : Préoccupation mineure
Limnonectes asperatus est une espèce d'amphibiens de la famille des Dicroglossidae.

## Répartition
Cette espèce est endémique de Kalimantan en Indonésie sur l'île de Bornéo. Elle se rencontre en dessous de 300 m d'altitude.

## Description
La femelle holotype mesure 36,0 mm et les mâles paratypes de 34,9 à 38,8 mm.

## Publication originale
- Inger, Boeadi & Taufik, 1996 : New species of ranid frogs (Amphibia: Anura) from Central Kalimantan, Borneo. Raffles Bulletin of Zoology, Singapore, vol. 44, no 2, p. 363-369 (texte intégral).